# Steeple Morden
Steeple Morden è un villaggio e parrocchia civile dell'Inghilterra, appartenente alla contea del Cambridgeshire.